# Imre Komora

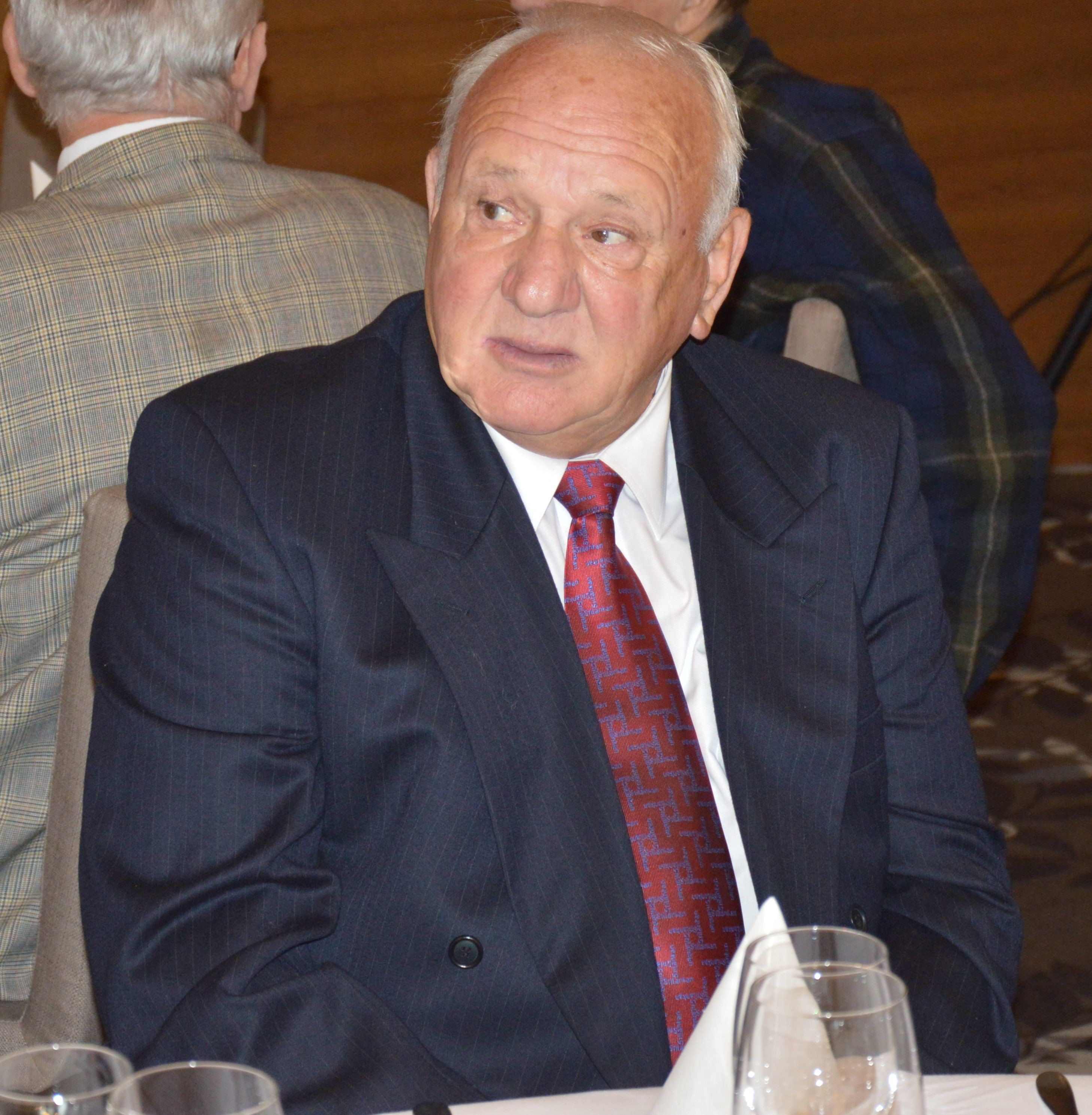
Imre Komora

Imre Komora, född 5 juni 1940 i Budapest, död 15 augusti 2024, var en ungersk fotbollsspelare.
Komora blev olympisk guldmedaljör i fotboll vid sommarspelen 1964 i Tokyo.